# Philipp Friedrich Theodor Meckel
Philipp Friedrich Theodor Meckel (Berlino, 30 aprile 1755 – Halle, 17 marzo 1803) è stato un anatomista e chirurgo tedesco.

## Biografia
Era il figlio di Johann Friedrich Meckel, professore di anatomia a Berlino. Due dei figli di Philipp divennero anche anatomisti, Johann Friedrich (1781-1833), professore presso l'Università di Halle e August Albrecht (1790-1829), professore a Berna.
Studiò medicina presso le università di Gottinga e Strasburgo, conseguendo il suo dottorato nel 1777 con una tesi sul labirinto dell'orecchio interno. Dopo la laurea fece un lungo viaggio di studio a Parigi, Londra ed Edimburgo. Dal 1779 fu professore di anatomia e chirurgia presso l'Università di Halle e nel 1788 assunse mansioni aggiuntive come capo dell'unità chirurgica dell'ospedale di Glaucha. In due diverse occasioni (1795, 1797) fu convocato come ostetrico a San Pietroburgo dalla famiglia reale russa.
A Halle, ha mantenuto e ampliato su una collezione anatomica ("Meckelsche Sammlungen") che fu avviata da suo padre.

## Opere principali
Nel 1782/83 pubblicò una traduzione dell'opera di Jean-Louis Baudelocque sulla nascita come "Anleitung zur Entbindungskunst" (2 volumi). Altri lavori associati a Meckel sono:
- "Dissertatio anatomico-physiologica de labyrinthi auris contentis" (tesi, 1777).
- "Dissertatio inauguralis medica de cognoscendo et curando diabete" (convenuto, Karl Friedrich Creuzwieser), 1794.
- "Monographia generis iunci" (con Friedrich Wilhelm Gottlieb Rostkovius), 1801.
- "Dissertatio inauguralis medica, quae dolorem membri amputati remanentem explicat", 1972.
- "Anatomie und anatomische Sammlungen im 18. Jahrhundert : anlässlich der 250. Wiederkehr des Geburtstages von Philipp Friedrich Theodor Meckel (1755-1803)", di Rüdiger Schultka, Josef N. Neumann and Susanne Weidemann.[5][6]